# Muhammad Ali Center

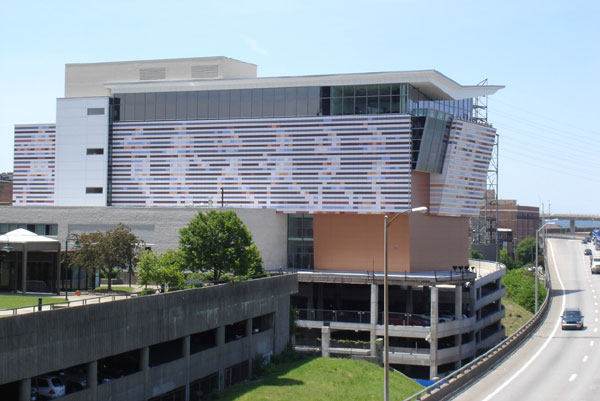
Muhammad Ali Center

Muhammad Ali Center är ett museum och kulturcentrum i centrala Louisville, Kentucky. Museet öppnade den 19 november 2005. Anläggningen är en tribut till boxningslegenden Muhammad Ali.